# Église Saint-Blaise de Ris
L'église Saint-Blaise de Ris est une église catholique du XIe siècle située à Ris, dans le département français des Hautes-Pyrénées en France.

## Localisation
L'église Saint-Blaise est située au sud du village.

## Historique
De l'église romane ne subsistent aujourd'hui que le clocher-mur et le portail.
Les premiers travaux connus remontent au XVIe siècle, avec l'agrandissement de la nef et l'adjonction d'une chapelle et dune tourelle d'escalier. Au XVIIIe siècle est construite la sacristie comme le mentionne la date de 1742 inscrite sur le linteau de la porte. En mai 1779, lors de la visite pastorale de l'évêque de Comminges, le vicaire préconisa la réalisation de quelques travaux dans la sacristie.

En 1792 un incendie ravagea la commune et l'église et causa de grandes pertes. La dernière restauration date des années 1997-1998 lors dune campagne de restauration de plusieurs églises du Louron.

## Architecture
L'église est un rectangle est orientée est-ouest, et bordée à l'ouest par un clocher-mur est soutenu par deux contreforts encadrant une porte romane surmontée d'un tympan à chrisme et de modillons.
Les cloches sont accessibles par un escalier à vis hors œuvre au sud. La nef terminée par un chevet plat, est couverte d'une voûte lambrissée. Le tabernacle du maître-autel fut réalisé en 1763 par Barthélemy Pey de Bordères-Louron. L'artiste s'inspira du tabernacle de sa paroisse réalisé auparavant par Marc Ferrère, célèbre menuisier sculpteur de la vallée de Campan.

## Galerie
Le retable représente l'Assomption de Marie avec de chaque côté une statue d'un évêque, au sommet est représenté Dieu le Père tenant le globe terrestre de la main gauche et bénissant de la main droite.

Sélection de vues diverses
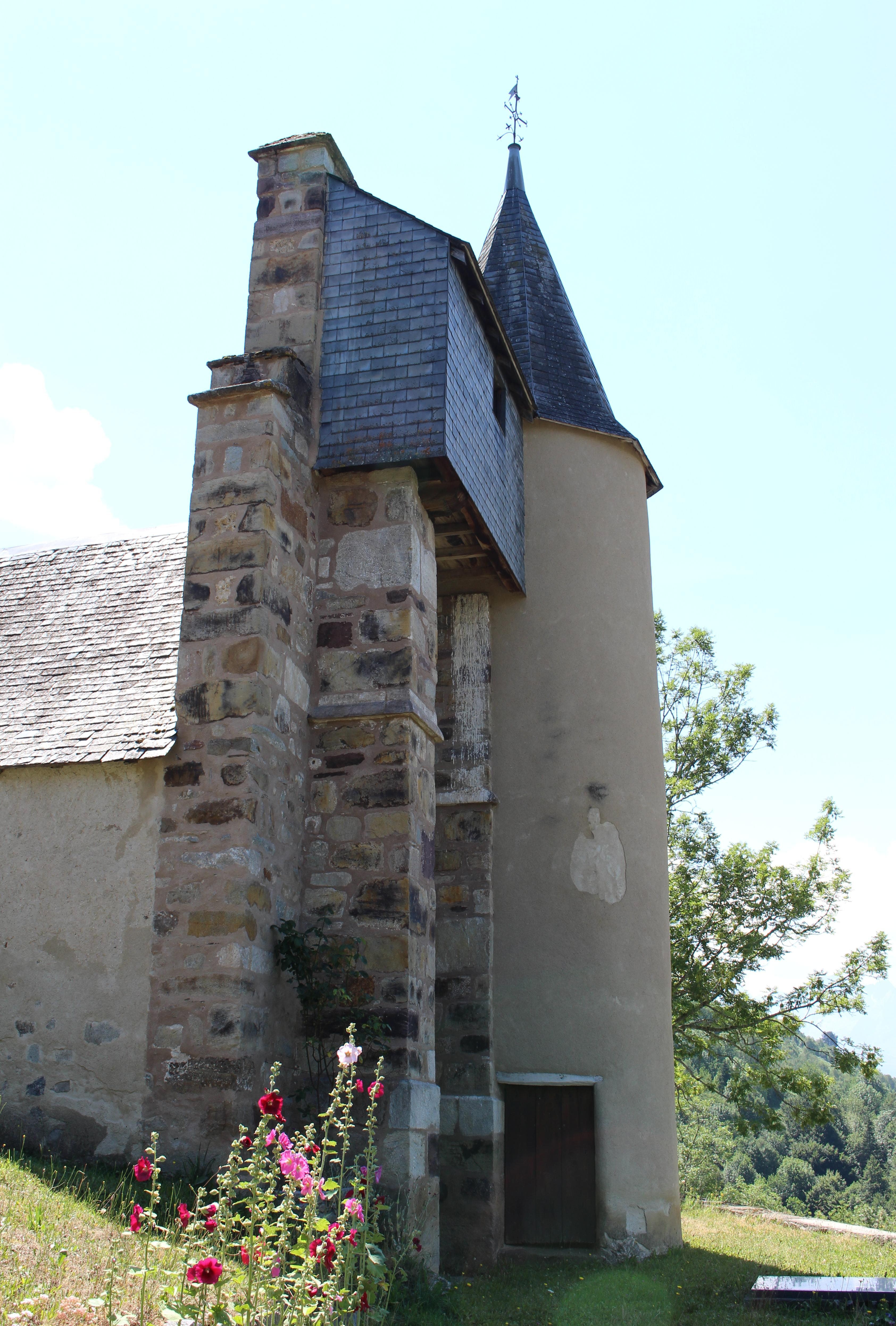
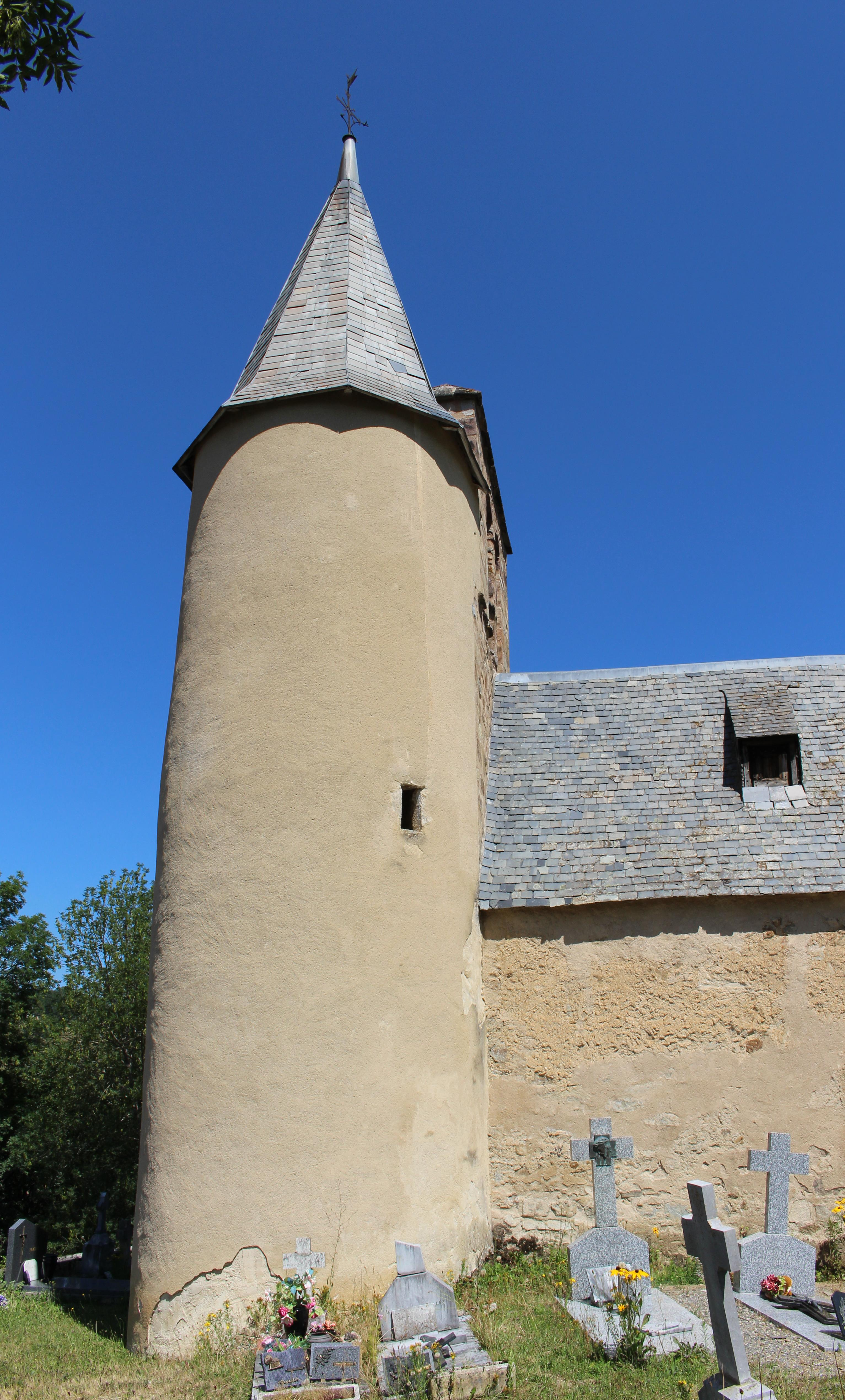
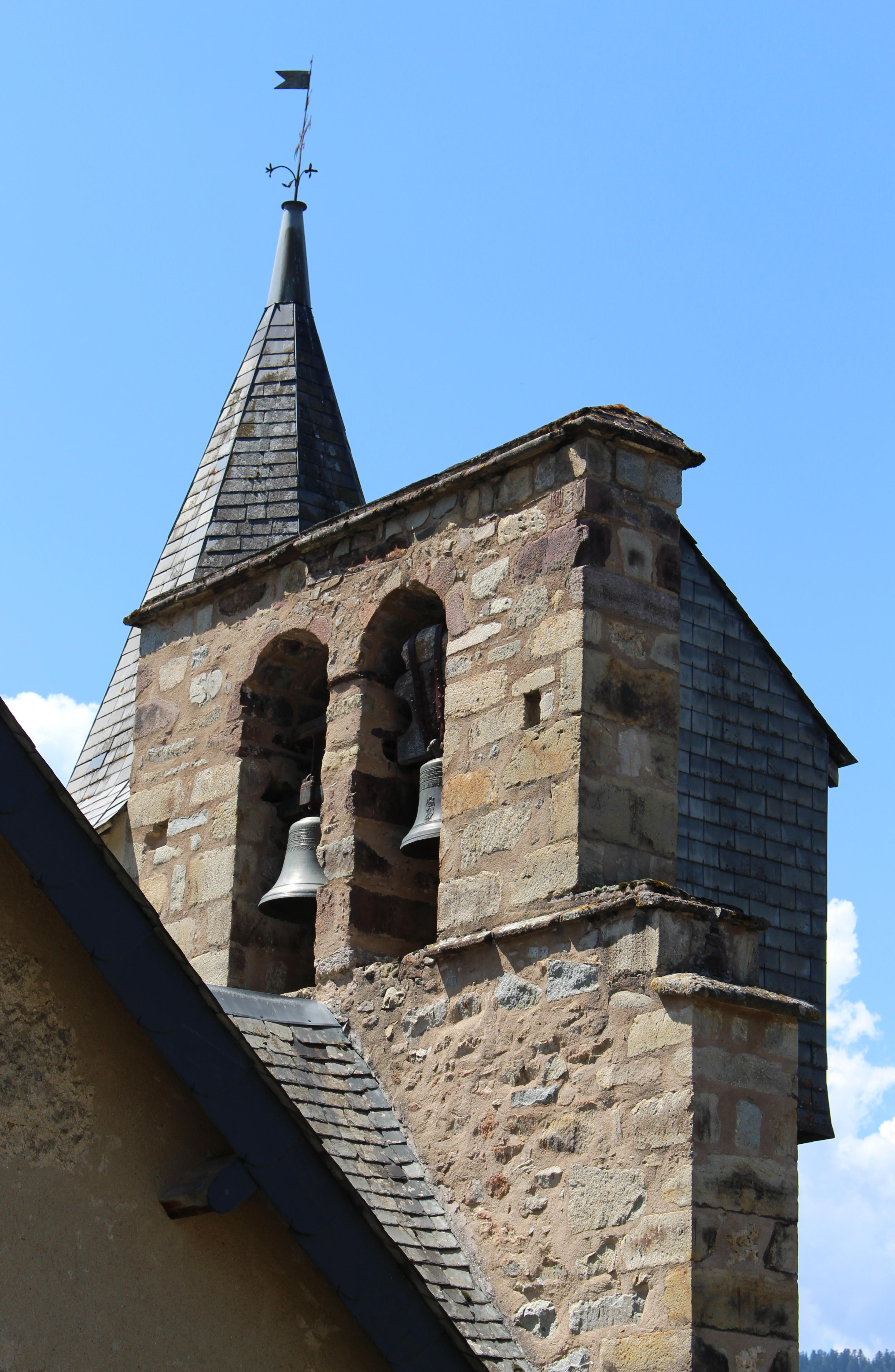
clocher-mur
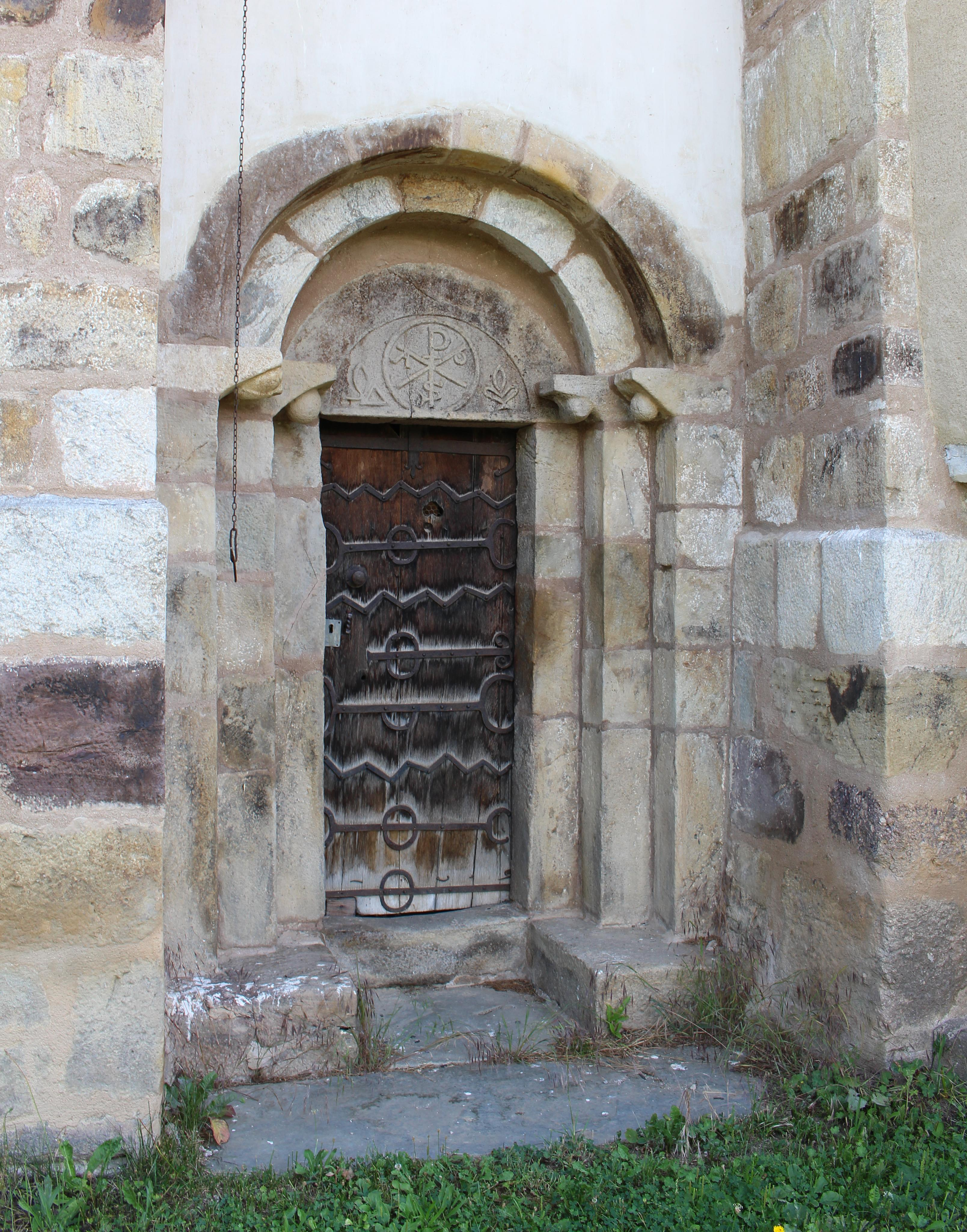
porte
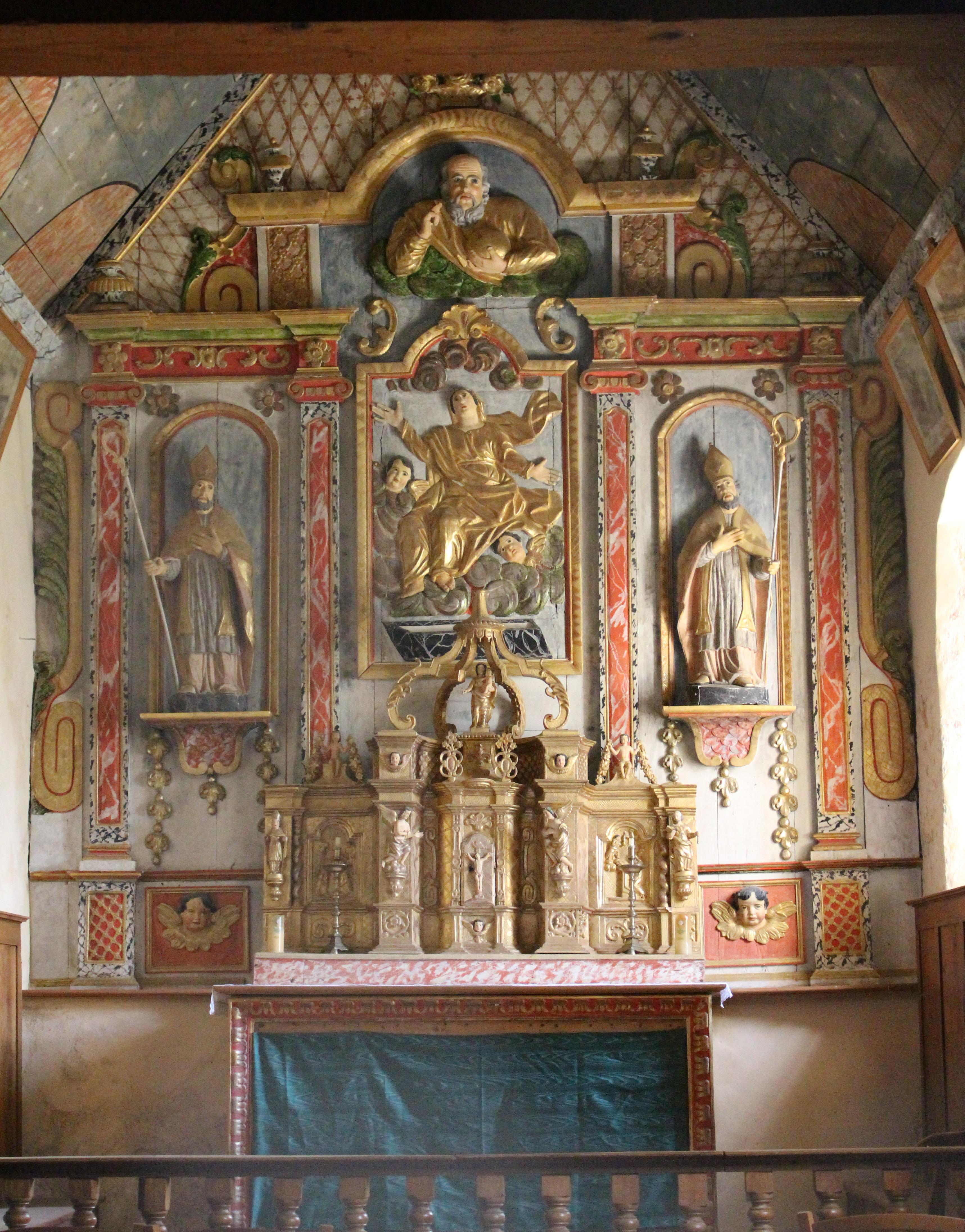
Le retable